# Phthiracarus japonicus
Phthiracarus japonicus är en kvalsterart som beskrevs av Aoki 1958. Phthiracarus japonicus ingår i släktet Phthiracarus och familjen Phthiracaridae. Inga underarter finns listade i Catalogue of Life.